# 打者
打者（だしゃ）とは、野球、ソフトボール、クリケットにおいて、投手が投げるボールを、バットを用いて打撃する選手のことである。
野球の打者はバッター(英: batter)と言う。 
クリケットの打者は過去にはバッツマン(英: batsman)、バッツウーマン(英: batswoman)と呼ばれていたが、現在は性別を問わずバッターと呼ぶことに変更している。
- クリケットの打者（かまえる右打者）
- クリケットの打者（ボールを打とうとする瞬間）
- 野球の打者（かまえる左打者。画面中央あたりの人物）
- 野球の打者（右打者。スイングしたバットがボールに当たり、ホームランになる打球が飛んでゆくところ）
- ソフトボールの打者（かまえる右打者）
- ソフトボールの打者（右打者。スイングしたバットがボールに当たり、打球が飛んでゆくところ）

## 野球の打者の概要

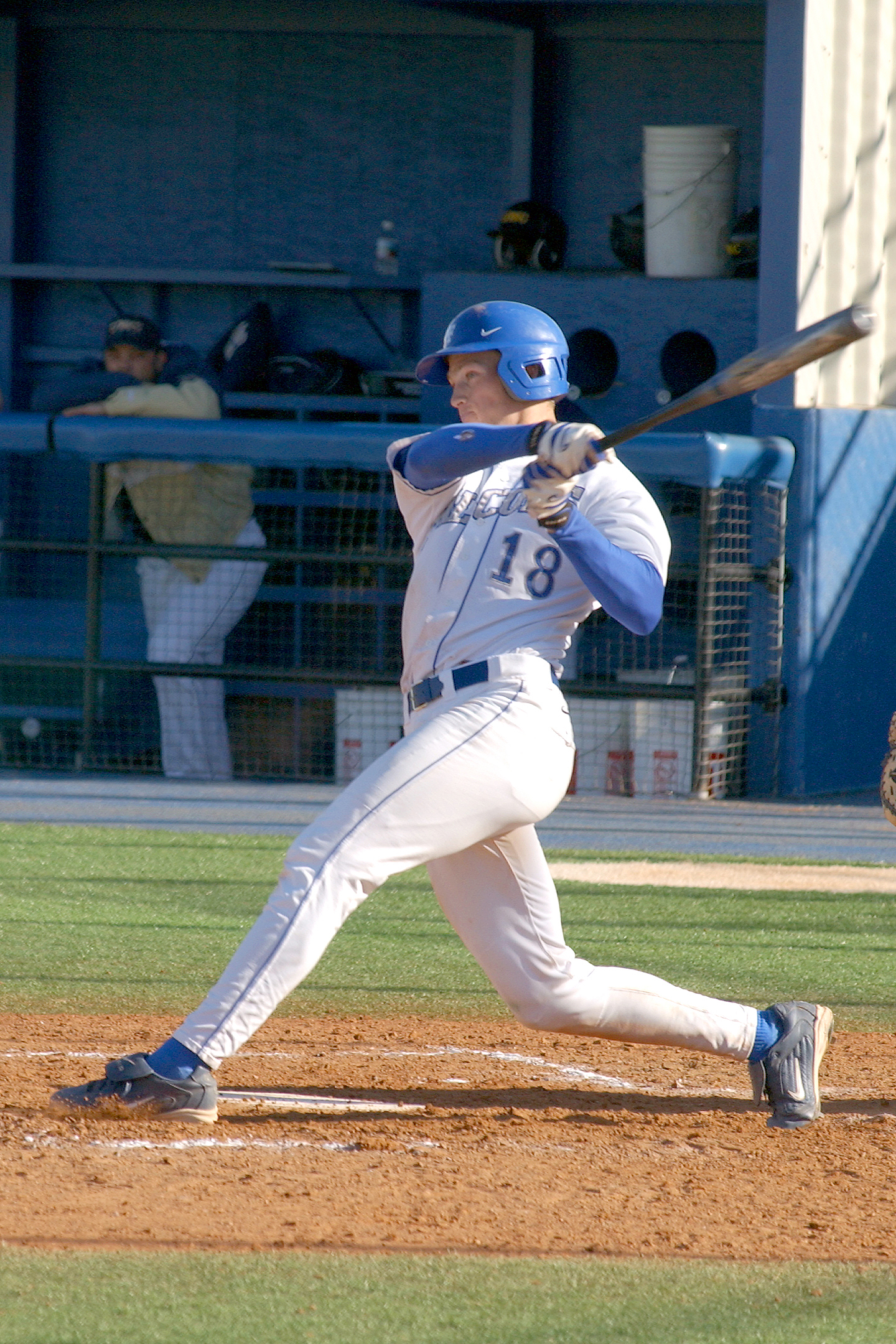
野球の打者（スイングする右打者）

チームはあらかじめ9人の選手の攻撃時の打順を定めておく。これに従って、各選手は自分の番が来たときに打者となり、バットを持って打者席（バッタースボックス、打席ともいう）に立つ。打席は本塁を隔てて一塁側と三塁側に設けられているが、どちらを用いるかは打者の打ち方によって選択してよい。三塁側に位置した打者を右打者、または右打ち、一塁側に位置した打者を左打者、または左打ちという。一般的な打者は右打ちまたは左打ちのいずれか一方のみを用いるが、左右両方の打ち方（両打ち）をすることができる者もおり、スイッチヒッターと呼ばれる。
打席に立った打者は、打撃姿勢をとって、バットを使って投球を打つ。ただし、実際にその投球を打つかどうかは、打者の判断による。打者が打たなかった（打てなかった）場合は、球審によりストライクまたはボールが宣告される。
打者は、投球を打ってアウトになることなく一塁またはそれ以降の塁に達するか、四球・死球などで一塁を得ると走者になる。特に、打者が一塁に進塁するまで、または打順が次の打者に回るまでは、打者走者（だしゃそうしゃ）と呼んで区別することもある。打者は、何らかの理由でアウトになってグラウンドから退くか、走者になることで、打撃を完了する。これにより、打者（特殊な場合を除き、その打者自身）に打席1が記録される。打撃が完了したら次の番の打者に打順が回る。
投手成績としての「打者」は対戦した打者の延べ数である。打者が打撃を完了すると、結果に関わらず投手（特殊な場合を除き、その時点で登板している投手）に打者1が記録される。
なお、単純に左打者のほうが一塁に近いこともあり、ランナーとして出塁の成功率は右打者よりも高くなるといわれている。一方で右投げが左打ちにした場合、利き腕の右手がバット操作の操縦かんのような役割を果たしていることから、球に当てやすいといわれる反面、ミートした後の押し込みが利き腕でないため弱く、長打が出にくいという弱みがあるなどの賛否両論もある。
以下、この項目では打者走者についても述べるが、走者としての規則の詳細は走者の項も参照されたい。

### 野球の打者がアウトになる場合
次の場合、打者はアウトを宣告される。
- フェア飛球またはファウル飛球（ファウルチップを除く）が野手に正規に捕らえられた場合[4]。
- 第3ストライクの宣告（これを三振という）をされたときの投球を、捕手が正規に捕球した場合[5]。正規の捕球とは、まだ地面に触れていないボールが、捕手のミットの中に入っていることである[6]。
- 無死または一死で、かつ一塁に走者があるときに、第3ストライクを宣告された場合[7]。
  - 無死または一死で一塁に走者がいないとき、または二死のときに、捕手が正規に第3ストライクを捕球しなかった場合は、打者はただちにアウトではなく、走者となって一塁への進塁義務が生じる（フェアの打球を打ったときと同様の状態となる）。これを振り逃げという。
- 2ストライク後の投球をバントして、ファウルボールになった場合（しばしば、スリーバント失敗と呼ばれる。第3ストライクが宣告されるので、これも三振である）[8]。
- インフィールドフライが宣告された場合[9]。
- 2ストライク後、打者が打った（バントの場合も含む）が、投球がバットに触れないで打者走者に触れた場合[10]。
- まだ内野手が触れていない打球に、打者走者がフェア地域で触れた場合[11]。
- 打者が打つかバントしたフェアの打球に、フェア地域内でバットが再び当たった場合[12]。
- 打者が、打つか、バントした後一塁に走るにあたって、まだファウルと決まらないままファウル地域を動いている打球を、どんな方法であろうとも故意に狂わせた場合[13]。
- 第3ストライクの宣告を受けた後、またはフェアボールを打った後、一塁に触れる前に、その身体か一塁に触球された場合[14]。
- 一塁に対する守備が行われているとき、本塁一塁間の後半を走るに際して、打者がスリーフットラインの外側（向かって右側）またはファウルラインの内側（向かって左側）を走って、一塁への送球を捕らえようとする野手の動作を妨げたと審判員が認めた場合。ただし、打球を処理する野手を避けるためならば差し支えない[15]。
- 故意落球が宣告された場合[16]。
- バッタースボックスから完全に片足または両足をはみ出した状態で、バットに投球を当てた場合（これを反則打球という）。完全に足をはみ出すとは、バッタースボックスを示している白線の外に足の全部を出すことをいい、足が白線にかかっている（白線を踏んでいる）限りは、反則打球にはならない[17]。
- 投手が投球動作に入ったとき、打者が一方のバッタースボックスから他方のバッタースボックスに移った場合[18]。

### 野球の打者が安全に進塁できる場合
打球が次のようになった場合には、打者には以下に定められた塁までの安全進塁権が与えられ、与えられた塁までは守備側チームの行為によってアウトにされることなく進むことが認められる。
本塁が与えられる場合
本塁打を打った場合。または、明らかに本塁打となるであろうと審判員が判断した打球が、観衆や鳥、野手が投げつけたグラブや帽子などに触れた場合。
3個の安全進塁権が与えられる場合
野手が帽子やマスク、グラブやミットなどを本来つけているところから離したり、投げつけたりして打球に故意に触れさせた場合。この場合はボールインプレイが継続するので、打者走者はアウトを覚悟で本塁に進塁してもよい。なお、投げつけても、打球に触れなければそのまま続行である。
2個の安全進塁権が与えられる場合
打球が、バウンドして（地面や外野のフェンスに触れて）からスタンドに入った場合、または一度野手が触れて進路が変わった打球が、ファウル地域内のスタンドに入った場合。または、フェンスやスコアボード、木などにはさまった場合。日本ではこれらは「エンタイトルツーベース」と俗称される。この場合はボールデッドである。
また、次の場合には打者に安全に一塁が与えられる。打者は進塁し、一塁に触れなければならない。
1. 四球が宣告された場合。
  - 所謂「申告敬遠」を除き、四球が宣告されてもボールインプレイのままである。一塁に進んだ打者走者が塁から離れれば、触球されるとアウトになる。
2. 死球が宣告された場合。この場合はボールデッドである。
3. 打者が打撃妨害された場合。この場合はボールデッドである。
  - ただし、妨害にもかかわらず打者が投球を打った場合には、妨害とは関係なくプレーが継続することも有り得る。その場合はボールデッドにならない。
4. 走者や審判員が、まだ野手に触れていないフェアボールにフェア地域で触れた場合（守備妨害）。この場合はボールデッドである。

これらの場合、打者が一塁に触れることは義務付けられている。最終回または延長回の裏で満塁のときに、上記のようなプレイ（守備妨害を除く）により満塁の全走者に次の塁が与えられ、試合が決する（サヨナラゲーム）場合、三塁走者と打者走者には進塁の義務がある。適宜の時間が経っても三塁走者・打者走者がそれぞれ本塁・一塁に進まず、かつ塁に触れなかったときには、守備側のアピールを待つことなく、審判員はアウトを宣告する。

### 用語
アベレージヒッター波が少なく安定して高い打率を残す打者。「巧打者」と表現されることもある。和製英語。なお英語でアベレージヒッターと言ったら平均的な平凡な打者の意。
アンティルボーラー / アンティルヒッター積極的に打ちにいかず、ボールを見極めに行く打者を指す。「待球スタイル」とも呼ばれる。主な例としてカイル・シュワーバー、近藤健介らが挙げられる。このタイプの打者は四球が多く、打率に比して出塁率が高くなりやすい。
オポサイトヒッター流し打ち（opposite field）をする打者のこと。特に、自然と打球が反対方向に流れる打者を指す。千葉茂、マイク・ピアッツァ、二岡智宏らが典型例で、本塁打のほとんどが流し打ちになる。
ギャップヒッター外野手の間（右中間・左中間）を抜ける打球を打つのが得意な打者を指す。二塁打を量産する選手に多い。
グラウンドボールヒッターゴロをよく打つ打者。
クラッチヒッター
得点圏打率の高い打者、勝負強い打者のこと。
スプレーヒッター引っ張り・流し打ちで広角に打球を打ち分けることができる打者のこと。
スラップヒッターコンパクトなスイングから内野手の間や頭上を抜ける当たりを狙う打者のこと。
スラッガー主に、飛距離のある打球を飛ばせる打者、本塁打の多い打者を指す。「大砲」「長距離砲」「強打者」「ホームランバッター」とも呼ばれる。IsoPが高い数値である打者が、特に該当する。
ハイボールヒッター高めの球に強い打者のこと。
バッドボールヒッターボール球でも積極的に打ちにいく打者を指す。特に、ボール球でも安打にできる能力を持っている打者で、アベレージヒッターであることが多い。また、ボール球を打ってしまうことで四球が極端に少ない事が多く、また三振も少ない。イチロー、A.J.ピアジンスキーが代表例である。一方、ボール球に手を出して三振してしまう打者はフリースインガーと呼ばれる（なお、ピアジンスキーは三振が少ないながら、初球打ちが非常に多いため、タイプとしてはバッドボールヒッターだが、フリースインガーと呼ばれている）。
フライボールヒッターフライ性の打球をよく打つ打者。
フリースインガーどんな球にでも手を出してしまうバッドボールヒッターのうち、選球眼やミート技術が乏しい打者のこと。このような打者は打率が高くなりづらく、ボール球スイング率が高く、四球が少なく、三振が多い傾向が強くなる。
プルヒッター引っ張りが多い打者。このタイプの打者は打球方向が偏るためしばしば極端な守備隊形（シフト）が敷かれる。代表的な打者として土井正博、松田宣浩、T-岡田、中田翔などが挙げられる。
ラインドライブヒッターライナー性の打球をよく打つ打者。パワーによってライナー性の打球となる打者と、バットコントロールによって意図的にライナー性の打球を打つことができる打者の二通りがある。前者はスラッガーに多く、後者はフリオ・フランコなど痛烈な打球を一二塁間、三遊間に飛ばして安打にできるアベレージヒッターに多い。
ローボールヒッター低めの球に強い打者のこと。

### 野球の打者の関連項目
- 野球の概要